# Paradise Village
Paradise Village è un album discografico a nome di Al Caiola and His Islanders, pubblicato dalla casa discografica United Artists Records nel febbraio del 1963.

## Tracce
Lato A
1. Stranger in Paradise – 2:56 (Robert Wright, George Forrest)
2. Tiara Tahiti – 2:18 (Norman Newell, Philip Green)
3. Red Sails in the Sunset – 3:12 (Jimmy Kennedy, Hugh Williams (Wilhelm Grosz))
4. Hawaiian Punch – 2:26 (Al Caiola)
5. Bali Hai – 3:15 (Oscar Hammerstein II, Richard Rodgers)
6. Stranger on the Shore – 2:54 (Acker Bilk)

Lato B
1. Moon of Manakoora – 3:00 (Frank Loesser, Alfred Newman)
2. Hawaiian Wedding Song – 2:54 (Al Hoffman, Dick Manning, Charles E. King)
3. Ebb Tide – 2:07 (Carl Sigman, Robert Maxwell)
4. Diamond Head – 2:26 (Hugo Winterhalter)
5. Almost Paradise – 3:10 (Norman Petty)
6. Follow Me (Love Theme from Mutiny on the Bounty) – 3:07 (Paul Francis Webster, Bronislau Kaper)

## Musicisti
- Al Caiola - chitarra, arrangiamenti
- Altri musicisti non accreditati

Note aggiuntive
- Leroy Holmes - produttore
- Norman Weiser - note retrocopertina album[2]